# Sovjetunionens skakforbund
Sovjetunionens skakforbund (russisk: Шахматная федерация СССР) var det nationale skakforbund i Sovjetunionen, stiftet i 1924. Forbundet havde hovedsæde i Moskva.
Sovjetunionens skakforbund var ikke oprindeligt medlem af det internationale skakforbund FIDE. Efter 2. verdenskrig blev FIDE reorganiseret, og Sovjetunionens skakforbund anmodede i 1946 om optagelse i FIDE, og sovjetiske skakspillere kunne således deltage i de turneringer, der blev arrangeret for at finde en verdensmester. På daværende tidspunkt var der ca. 600.000 registrerede skakspillere i Sovjetunionen. Den første verdensmester, der blev kåret af det reorganiserede FIDE efter krigen, var Sovjetunionens Mikhail Botvinnik, og bortset fra amerikaneren Bobby Fischer var samtlige skakverdensmestre fra Sovjetunionen frem til Sovjetunionens sammenbrud i 1991.
Bestyrelsen bestod på et tidspunkt af formand Mario Petrucci, 1. næstformand Raul Bittel, 2. næstformand Juan Pablo Seminara, kasserer Francisco Palmieri og sekretær Alejandro Nogués.

## Formænd
- Nikolai Krylenko (1924–1938)
- Mikhail Botvinnik (1938–1939)
- Vladimir Herman (1939–1941 og 1945–1947)
- Boris Weinstein (1942–1945)
- Vladislav Vinogradov (1947–1949, 1952–1954 og 1961–1962)
- M. Kharlamov (1949–1952)
- Vladimir Alatortsev (1954–1961)
- Boris Rodionov (1962–1968)
- Alexey Serov (1968–1969)
- Dmitry Postnikov (1969–1972)
- Yuri Averbakh (1972–1977)
- Vitaly Sevastianov (1977–1986 og 1988–1989)
- Alexandre Chikvaidze (1986–1988)
- Vladimir Popov (1989–1991)